# Delta del Po
El delta del Po és el delta fluvial que es forma a la desembocadura del riu Po quan arriba al mar Adriàtic entre les províncies italianes de Rovigo i de Ferrara, al nord-oest d'Itàlia.
Està inscrit a la llista del Patrimoni de la Humanitat de la UNESCO per l'extensió de 1999 de Ferrara amb el nom de «Ferrara, ciutat del Renaixement i el seu Delta del Po».